# The Living Daylights
The Living Daylights med den danske titel Spioner dør ved daggry er en britisk actionfilm fra 1987. Filmen er den femtende i Eon Productions serie om den hemmelige agent James Bond, der blev skabt af Ian Fleming. Filmen er opkaldt efter novellen The Living Daylights fra Flemings novellesamling Octopussy and The Living Daylights fra 1966. Scenen med Koskovs flugt og cellisten som skytte i begyndelsen af filmen er hentet fra novellen.
Filmen er den første af to med Timothy Dalton som James Bond. Roger Moore havde trukket sig tilbage fra rollen efter syv film, så producenterne måtte på jagt efter en ny Bond. Udover Dalton var blandt andre Sam Neill og Pierce Brosnan på tale. Producenten Albert Broccoli var dog ikke helt vild med Neill. I stedet blev Brosnan tilbudt rollen, men det øgede interessen i tv-serien Remington Steele, som han var med i, og som derfor blev forlænget. Endelig gik buddet så til Dalton, som endte med at sige ja. Dalton lagde vægt på at spille rollen som en mand der lever på kanten som i de oprindelige bøger i stedet for den mere humoristiske tilgang som i Moores film.

## Plot
Bond hjælper den sovjetiske general Koskov med at hoppe af til vesten. Til gengæld afslører Koskov, at hans kollega general Pusjkin vil dræbe britiske agenter, hvorefter Bond sendes ud for at dræbe Pusjkin. Bond synes imidlertid, at der er noget uldent ved sagen, og opsøger Koskovs kæreste, cellisten Kara Milovy.

## Medvirkende
- Timothy Dalton – James Bond
- Maryam d'Abo – Kara Milovy
- Jeroen Krabbé – General Koskov
- Joe Don Baker – Brad Whitaker
- John Rhys-Davies – General Leonid Pusjkin
- Art Malik – Kamran Shah
- Andreas Wisniewski – Necros
- Thomas Wheatley – Saunders
- Walter Gotell – General Gogol
- Robert Brown – M
- Desmond Llewelyn – Q
- Caroline Bliss – Moneypenny

## Hjælpemidler
- Eksploderende mælkeflasker – Necros, der er forklædt som mælkemand, bruger disse til at skabe kaos i MI6's sikre hus.[8]
- Philips nøglering - Nøgleringen kan udløse en gaspatron ved at hvisle begyndelsen af Rule, Britannia! og en bombe ved at hvis som en ulv. Desuden har den nøgler til at åbne 90 % af verdens låse.[8]
- Aston Martin Volante – Bonds bil om hvilken han selv siger: I had a few optional extras installed. (Jeg har noget ekstraudstyr installeret). Det tør antydes: laser, ski, pigdæk, politiradio, skudsikre ruder, raketter og selvødelæggelsesmekanisme.[9]

## Lokaliteter i filmen
- Gibraltar
- Bratislava
- Wien
- London
- Tanger, Marokko
- Afghanistan
- Pakistan

## Optagesteder
- Pinewood Studios, London
- Tyskland
- Østrig
- Marokko
- USA
- Italien
- Gibraltar